# Resolució 674 del Consell de Seguretat de les Nacions Unides
La Resolució 674 del Consell de Seguretat de les Nacions Unides, adoptada el 29 d'octubre de 1990 després de recordar resolucions 660 (1990), 661 (1990), 662 (1990), 664 (1990), 666 (1990), 667 (1990) i 670 (1990) sobre el tema de l'Iraq, el Consell va condemnar la situació contínua al Kuwait després de la invasió iraquiana el 2 d'agost de 1990, reafirmant l'objectiu de la comunitat internacional de mantenir la pau i la seguretat internacionals.

## Detalls
La resolució va exigir, en primer lloc, que les forces iraquianes cessessin i desistissin de prendre estrangers, així com del maltractament dels nacionals kuwaitians, en violació de les decisions del Consell, el Quart Conveni de Ginebra i el dret internacional, convidant als estats a recollir informació sobre les violacions contra ells i donar aquesta informació al Consell. També va exigir a l'Iraq que complís les seves obligacions en virtut de la Convenció de Viena sobre relacions diplomàtiques i la Convenció de Viena sobre relacions consulars, després de l'entrada a les missions diplomàtiques d'alguns països per part de les forces iraquianes, i va demanar l'Iraq que permetés que marxessin els estrangers i els funcionaris diplomàtics. El Consell també va demanar l'Iraq que rescindís la seva retirada de la immunitat diplomàtica i el tancament d'ambaixades al Kuwait ocupat.
Pel que fa a qüestions humanitàries, la Resolució 674 va afirmar que l'Iraq hauria de garantir l'accés als aliments, l'aigua i als serveis bàsics a la població civil de Kuwait, així com als estrangers i al personal diplomàtic. El Consell va recordar a l'Iraq que és responsable de qualsevol pèrdua, dany o lesió després de la invasió de Kuwait i tercers estats i dels seus nacionals i corporacions. Al mateix temps, la resolució va demanar als Estats membres que recopilessin informació sobre les reclamacions rellevants per a la restitució i la indemnització.
Prenent nota que el Consell es va fer càrrec de la qüestió fins que Kuwait torni a obtenir la seva independència, el Consell va demanar al Secretari General Javier Pérez de Cuéllar, "utilitzant els seus bons oficis", que continuara fent esforços diplomàtics per arribar una solució pacífica a la crisi, informant sobre l'evolució.
La resolució 674 va ser la desena resolució adoptada sobre el conflicte, que va amenaçar amb "altres mesures" si fos necessari. Va ser la resolució més completa sobre el conflicte en qüestions humanitàries, i va ser aprovada per 13 vots contra cap, amb l'abstenció de Cuba i el Iemen.